# Ihor Czybiriew
Ihor Wiktorowycz Czybiriew, ukr. Ігор Вікторович Чибірєв; ros. Игорь Викторович Чибирев – Igor Wiktorowicz Czibiriew (ur. 19 kwietnia 1968 w Penzie, ZSRR) – ukraiński hokeista pochodzenia rosyjskiego, reprezentant Ukrainy, olimpijczyk. Trener hokejowy.
Jego ojciec Wiktor (ur. 1947) także został hokeistą i trenerem.

## Kariera zawodnicza
- SKA MWO Kalinin (1986-1987)
- CSKA Moskwa (1987-1992)
- Fort Wayne Komets (1992-1993)
- Springfield Indians (1993-1994)
- Hartford Whalers (1993-1995)
- Fort Wayne Komets (1994-1995)
- HC Ambrì-Piotta (1995-1998)
  -  EC KAC (1996)
- Fribourg-Gottéron (1998-1999)
- Hannover Scorpions (1999-2002)

W młodości w barwach ZSRR uczestniczył w turnieju mistrzostw świata juniorów do lat 20 w 1987. Występował w klubach radzieckich. Od 1991 do 1995 grał w USA w rozgrywkach IHL, AHL i NHL. Po powrocie do Europy od 1995 do 2002 grał w ligach: szwajcarskiej NLA (w zespole HC Ambrì-Piotta tworzył skuteczny duet napastników z Olegiem Pietrowem), austriackiej Österreichische Eishockey-Liga i niemieckiej DEL.
W barwach Ukrainy uczestniczył w turnieju zimowych igrzysk olimpijskich 2002.

## Kariera trenerska i działacza
- Mołoda Hwardija Donieck (2013-2014), asystent trenera
- Reprezentacja Ukrainy do lat 20 (2014-2015), szkoleniowiec
- Reprezentacja Ukrainy (2014-2015), asystent trenera
- Sokoł Krasnojarsk (2015-2016), asystent trenera, trener
- Donbas Donieck (2017), asystent trenera
- Admirał Władywostok (2017-2018), asystent trenera
- Donbas Donieck (2018-2020), asystent trenera
- Donbas Donieck (2020-2021), główny trener

Po zakończeniu kariery został trenerem. W 2013 został asystentem trenera Ołeksandra Hodyniuka w zespole juniorskim Mołoda Hwardija, stanowiącego zaplecze klubu Donbas Donieck w rosyjskich rozgrywkach juniorskich MHL. Był trenerem kadry Ukrainy na turnieju mistrzostw świata juniorów do lat 20 w 2015 (asystentem był Andrij Sriubko). W sierpniu 2014 został asystentem selekcjonera seniorskiej reprezentacji Ukrainy. W tej funkcji uczestniczył w turnieju mistrzostw świata w 2015 (Dywizja I). Po degradacji Ukrainy do Dywizji IB w 2015 odszedł z funkcji asystenta trenera w maju 2015 (wraz z I trenerem Ołeksandrem Hodyniukiem). Obaj zostali wówczas trenerami rosyjskiego klubu Sokoł Krasnojarsk. Po zwolnieniu ze stanowiska Hodyniuka pod koniec listopada 2015, Czybiriew został mianowany główny trenerem Sokoła. Od lutego 2017 asystent trenera Donbasu Donieck. Od lipca 2017 asystent trenera w Admirale Władywostok. W grudniu 2018 po raz drugi wszedł do sztabu trenerskiego Donbasu. Po porażce Donbasu w finale sezonu UHL 2019/2020 i ustąpieniu szkoleniowca Serhija Witera pod koniec października 2020 został mianowany głównym trenerem Donbasu. W trakcie kolejnego sezonu UHL 2020/2021, w którym Donbas wygrał rundę zasadniczą, na początku kwietnia 2021 Czybiriew został zwolniony w trakcie rywalizacji półfinałowej, gdy jego drużyna przegrała mecz 0:4 z Chersoniem, aczkolwiek prowadziła 3:1 w meczach.

## Sukcesy
Klubowe
- Złoty medal mistrzostw ZSRR: 1988, 1989 z CSKA Moskwa
- Srebrny medal mistrzostw ZSRR: 1990, 1992 z CSKA Moskwa
- Puchar ZSRR: 1988 z CSKA Moskwa
- Puchar Europy: 1988, 1989, 1990 z CSKA Moskwa
- Puchar Spenglera: 1991 z CSKA Moskwa
- Puchar Turnera – mistrzostwo IHL: 1993 z Fort Wayne Komets

Indywidualne
- Liga radziecka 1991/1992: nagroda Najlepsza Trójka dla tercetu najskuteczniejszych strzelców ligi (oraz Oleg Pietrow i Siergiej Wostrikow) – łącznie 53 gole
- Nationalliga A 1995/1996:
  - Pierwsze miejsce w klasyfikacji strzelców rundy zasadniczej: 36 goli
  - Drugie miejsce w klasyfikacji asystentów rundy zasadniczej: 33 asyst
  - Pierwsze miejsce w klasyfikacji kanadyjskiej rundy zasadniczej: 69 punktów
- Nationalliga A 1997/1998:
  - Pierwsze miejsce w klasyfikacji strzelców rundy zasadniczej: 35 goli
  - Trzecie miejsce w klasyfikacji asystentów rundy zasadniczej: 41 asyst
  - Drugie miejsce w klasyfikacji kanadyjskiej rundy zasadniczej: 76 punktów